# 閃電便攜式防空飛彈
閃電便攜式防空飛彈（波蘭語：Piorun，意為“閃電”）是波蘭生產的一種可攜式防空飛彈，目的是摧毀低空飛行的飛機、直升機和無人機。該飛彈是雷霆便攜式防空導彈（波蘭語：PZR Grom）的升級版，因此也稱為GROM-M。